# Johannes III. (Jerusalem)
Johannes III. († 20. April 524) war ein orthodoxer Bischof und von 516 bis zu seinem Tod Patriarch von Jerusalem.

## Leben
Johannes war der Sohn eines Bischofs von Sebaste in Samaria namens Marcian. Er soll ein Schüler des Mönchsvaters Sabas gewesen sein.
Als Patriarch belegte er alle Gegner des Konzils von Chalcedon mit dem Anathema. Während seines Episkopats wurde das akakianische Schisma beendet.